# Mãe do Rio
Mãe do Rio este un oraș în Pará (PA), Brazilia.